# ۸۹۳ (میلادی)

## رویدادها
- ۲۸ دسامبر: زمین‌لرزه دوین. در شب ۱۵ شوال ۲۸۰ زمین لرزه‌ای در منطقه آرارات، دوین را ویران کرد. خانه ها، محل سکونت اسقف‌ها و کلیساها ویران شد و بسیاری از ساکنان شهر در ویرانه‌ها جان باختند. ۳۰ هزار تن کشته شدند.
- استفاده دوباره از دژ بابک که در زمان ساسانیان ساخته شده ولی نام خود را از نام بابک خرمدین، رهبر مبارزان با خلفای عرب در سال ۸۹۳ میلادی، گرفته است.
- شکست آخرین پادشاه طاهریان(۸۹۳.م) و انقراض این سلسله
- در ۲۳ اگوست سال ۸۹۳.م در اردبیل زلزله ای که قدرتش ثبت نشده است، ۱۵٠ هزار نفر قربانی گرفت(ازمخرب ترین زلزله های فلات ایران)
- زاده شدن لوئیِ بَچّه (در آلمانی لودویگ چهارم یا Ludwig das Kind) واپسین فرمانروای کارولنژی‌ها که بر بخش خاوری سرزمین فرانک‌ها تا (۹۱۱ میلادی) فرمان می‌راند .او پسر امپراتور آرنولف کرنتنی بود. وی در سال (۸۹۳ میلادی) در آلتوتینگ باواریا زاده شد.